# Île du Trocadero
Pour les articles homonymes, voir Trocadéro.
L’île du Trocadéro est une petite île espagnole située dans la baie de Cadix, dans la province de Cadix (communauté autonome d'Andalousie). Elle appartient à la municipalité de Puerto Real et est protégée depuis 1989 en tant que parc naturel.
Le Fort Louis fut pris sur les Espagnols par le duc d'Angoulême en 1823 lors de la bataille du Trocadéro, ce qui amena la reddition de Cadix.
Le palais du Trocadéro et les lieux qui l'entourent, à Paris, tirent leur nom de cette bataille.

## Source
- (es) Cet article est partiellement ou en totalité issu de l’article de Wikipédia en espagnol intitulé « Isla del Trocadero » (voir la liste des auteurs).